# Lelić
Lelić (serbisch-kyrillisch Лелић) ist ein serbisches Dorf innert der Opština Valjevo mit etwa 500 Einwohnern. Es liegt etwa 10 km südsüdwestlich der Bezirkshauptstadt Valjevo.

## Persönlichkeiten
- Nikolaj Velimirović (1881–1956), der spätere Hl. Nikolaj von Ohrid und Žiča (liegt auch in Lelić begraben)
- Artemije Radosavljević (1935–2020), Bischof der serbisch-orthodoxen Eparchie Raszien-Prizren